# Procnias
Procnias – rodzaj ptaków z podrodziny bławatników (Cotinginae) w rodzinie bławatnikowatych (Cotingidae).

## Zasięg występowania
Rodzaj obejmuje gatunki występujące w Ameryce Środkowej i Południowej.

## Morfologia
Długość ciała samic 25–27,5 cm, samców 28,5–33 cm; masa ciała samic 127–145 g, samców 168–222 g.

## Systematyka

### Etymologia
- Procnias: w mitologii greckiej Prokne (gr. Πρoκνη Proknē) była córką Pandiona oraz żoną Tereusa, która została zamieniona w jaskółkę[9].
- Casmarhinchos: gr. χασμα khasma „otwarte usta”; ῥυγχος rhunkhos „dziób”[9]. Gatunek typowy: Ampelis variegata J.F. Gmelin, 1789 (= Ampelis averano Hermann, 1783).
- Arapunga: tupijska nazwa Araponga „ptak” dla dzwonnika nagoszyjego[9]. Gatunek typowy: Ampelis nudicollis Vieillot, 1817.
- Averano: epitet gatunkowy Ampelis averano Hermann, 1783; francuska nazwa „Averano” nadana dzwonnikowi brodatemu przez de Buffona (portugalska nazwa „Ave de verão” „ptak lata”, ponieważ wierzono, że odzywa się tylko w ciągu sześciu tygodni lata)[9]. Gatunek typowy: Ampelis alba Hermann, 1783.
- Eulopogon: gr. ευλη eulē „robak, larwa”; πωγων pōgōn, πωγωνος pōgōnos „broda”[9]. Gatunek typowy: Ampelis variegata J.F. Gmelin, 1789 (= Ampelis averano Hermann, 1783).
- Calloprocnias: gr. καλλος kallos „piękno”, od καλος kalos „piękny”; rodzaj Procnias Illiger, 1811[9]. Gatunek typowy: Casmarhynchus tricarunculatus J. Verreaux & E. Verreaux, 1853.
- Vavasouria: Frederick Vavasour McConnell (1868–1914), angielski ornitolog, podróżnik, kolekcjoner[9]. Gatunek typowy: Ampelis nivea Boddaert, 1783 (= Ampelis alba Hermann, 1783).

### Podział systematyczny
Do rodzaju należą następujące gatunki:
- Procnias tricarunculatus (J. Verreaux & E. Verreaux, 1853) – dzwonnik trójsoplowy
- Procnias albus (Hermann, 1783) – dzwonnik biały
- Procnias averano (Hermann, 1783) – dzwonnik brodaty
- Procnias nudicollis (Vieillot, 1817) – dzwonnik nagoszyi